# Silokarit
Silokarit är en ö i Finland. Den ligger i sjön Kuivasjärvi och i kommunen Parkano i den ekonomiska regionen  Nordvästra Birkalands ekonomiska region  och landskapet Birkaland, i den sydvästra delen av landet, 240 km norr om huvudstaden Helsingfors. Öns area är omkring 290 kvadratmeter och dess största längd är 30 meter i sydöst-nordvästlig riktning.  Notera att namnet antyder att det är fråga om flera öar.